# Odbor za finance in monetarno politiko Državnega zbora Republike Slovenije
Odbor za finance in monetarno politiko je odbor Državnega zbora Republike Slovenije.
V 1. državnem zboru Republike Slovenije je odbor deloval kot Odbor za finance in kreditno-monetarno politiko.

## Delovanje
»Odbor obravnava predloge zakonov, druge akte in problematiko, ki se nanaša na javnofinančne prihodke, proračun in javna naročila, zakladništvo in javno računovodstvo, davčni in carinski sistem, finančni sistem, centralnobančni sistem in monetarno politiko. Prav tako v področje dela odbora sodi področje preprečevanja in odkrivanja pranja denarja, prirejanja iger na srečo, državnih pomoči ter druga vprašanja, ki jih obravnava za ta področja pristojno ministrstvo.
Odbor obravnava zadeve EU s svojega delovnega področja.«

## Sestava
2. državni zbor Republike Slovenije
- izvoljena: 16. januar 1997
- predsednik: Janez Kopač
- podpredsednik: Benjamin Henigman
- člani: Polonca Dobrajc (do 17. decembra 1997), Andrej Fabjan (do 15. maja 1997), Franc Horvat, Ivan Kebrič, Alojz Kovše (do 3. aprila 1997), Jože Lenič (do 25. julija 1997), Peter Lešnik (od 17. decembra 1997), Darinka Mravljak (do 15. maja 1997), Janez Per (od 15. maja 1997), Maria Pozsonec (od 15. maja 1997), Ciril Pucko, Franc Pukšič, Izidor Rejc, Bogomir Špiletič, Branko Tomažič, Herman Tomažič, Vili Trofenik (od 15. maja 1997), Janko Veber, Jože Zagožen
- funkcija člana: Peter Petrovič (od 23. aprila 1997)

3. državni zbor Republike Slovenije
- izvoljen: 21. november 2000
- predsednik: Bojan Starman
- podpredsednik: Matej Lahovnik
- člani: Slavko Gaber, Mitja Gaspari, Ljubo Germič, Zoran Gračner, Branko Janc, Blaž Kavčič, Jožef Kavtičnik, Branko Kelemina, Andrej Vizjak, Leopold Grošelj, Franc Horvat, Ivan Božič, Jožef Bernik, Valentin Pohorec, Bogdan Barovič, Marko Diaci, Maria Pozsonec

4. državni zbor Republike Slovenije
- izvoljen: ?
- predsednik: Ciril Pucko
- podpredsednik: Vili Trofenik
- člani: Josip Bajc, Bogdan Barovič, Milan M. Cvikl, Polonca Dobrajc, Franc Horvat, Srečko Hvauc, Martin Mikolič, Vili Rezman, Anton Rop, Ciril Testen, Vili Trofenik, Rudi Veršnik